# David Škara
David Škara, né le 26 février 1995, à Zadar, en Croatie, est un joueur croate de basket-ball, évoluant au poste d'ailier fort.

## Biographie
Formé à Zadar, il décide de partir aux États-Unis. Après deux saisons et 63 matchs avec les Beacons de Valparaiso, il est transféré aux Tigers de Clemson. Du fait de ce transfert, il n'est pas autorisé à jouer lors de la saison 2016-2017, selon les règles de la NCAA.
Il commence sa carrière professionnelle à Huesca, en LEB Oro lors de la saison 2019-2020. Il rejoint l'AS Denain la saison suivante. David Škara découvre l'élite la saison suivante avec Le Portel. Il y dispute 10 matchs avant de retourner en Pro B, à Nancy après la trêve hivernale. Après un passage à 8,9 points, 4,1 rebonds et 2 passes par match, il rejoint Champagne Basket. Il prolonge son contrat d'un an à l'issue de la saison 2022-2023.
Le 11 juin 2024, il s'engage avec le club croate du KK Split pour deux saisons.

## Palmarès
- Champion de France de Pro B 2022
- 3e du championnat du monde des moins de 17 ans 2012